# Waldeloir Rego
Waldeloir Rego  (Salvador, 25 de agosto de 1930 — Salvador, 21 de novembro de 2001) foi um pesquisador e escritor brasileiro. Autodidata, dedicou-se aos estudos etnográficos acerca da capoeira e do candomblé na Bahia.
Iniciado no Candomblé, Waldeloir era ogã (espécie de mestre-de-cerimônia) do terreiro Ilê Axé Opô Afonjá, comandado por Mãe Stella de Oxóssi. Ele pesquisou a história de vários terreiros de Salvador, particularmente o Afonjá e o do Gantois, que foi comandado pela mãe-de-santo mais famosa da Bahia, Mãe Menininha do Gantois.religiões africanas
Também estudou a história do Mosteiro de São Bento (fundado no século XVI), por causa da aproximação com o culto afro, promovida pelo abade Dom Timóteo Amoroso a partir da década de 60. Como resultado dessa aproximação, vários elementos da cultura africana foram incorporados à missa católica.
Waldeloir Rego foi também designer de joias. Premiado em várias exposições, em 1970 apresentou na Galeria Bonino, no Rio de Janeiro, sua coleção de joias afro-baianas, em prata (colares, gargantilhas, anéis e abotoaduras) inspiradas nos orixás. 
Nos últimos anos, vinha se dedicando a pesquisar a vida do historiador da arte Manuel Querino (1851 — 1923), que tentou identificar, no início século XX, os principais pintores e escultores baianos de todos os tempos. O projeto de Waldeloir contava com o apoio do então diretor da Pinacoteca de São Paulo, Emanoel Araújo (1940 – 2022).

## Obras
- Capoeira Angola - ensaio sócio-etnográfico. Editora Itapoan, Salvador, 1968. Cópia arquivada em 1º de junho de 2024.  Obra publicada com a colaboração da Secretaria de Educação e Cultura do Governo do Estado da Bahia. In-8.vo de 400 páginas. Ilustrações de Hector Júlio Paride Bernabó (Carybé).
- 400 anos do Mosteiro de São Bento da Bahia (com Dom Paulo Rocha, Dom Timóteo Amoroso e Clarival Valladares) 1982.